# Yoo-Chang Nah

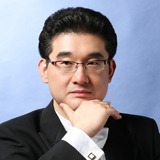
Yoo-Chang Nah 2011

Yoo-Chang Nah (* 2. Februar 1969 in Seoul) ist ein südkoreanischer Sänger (Bariton).

## Leben
Yoo-Chang Nah erhielt mit sechs Jahren Klavierunterricht. Er studierte an der Seoul National University Gesang und Pädagogik (Abschluss Magister), anschließend Musikwissenschaft (Abschluss Magister) parallel zu einem Engagement als Solosänger der Korea National Opera. Ein weiteres Gesangsstudium absolvierte er an der Hochschule für Musik und Tanz Köln, dessen Diplom-Prüfung er mit Auszeichnung für die Richtung Lied, Oratorium und Operngesang abschloss. Im Jahr 2003 legte er zudem sein Konzertexamen ab.
Yoo-Chang Nah gewann Preise beim Schubert-Wettbewerb (Seoul), Bergheimer Sängerpreis, dem internationalen Gesangswettbewerb Alexander Girardi in Coburg, International Vocal-Competition s’Hertogenbosch, Niederlande, und dem internationalen Gesangswettbewerb Köln der Stiftung Helga und Paul Hohnen.
Seit 2005 unterrichtet Yoo-Chang Nah Sologesang an der Hochschule für Musik und Tanz Köln, am Standort Köln, sowie seit 2010 am Dr. Hoch’s Konservatorium in Frankfurt am Main.

## Auftritte
Yoo-Chang Nah war Ensemblemitglied an der Deutschen Oper am Rhein und am Landestheater Detmold. Darüber hinaus hatte er Gastverträge an den Theatern Rostock, Hof, Wuppertal, Osnabrück, Erfurt, Koblenz, Kasan (Russland) und an der National-Oper (Korea). Dabei sang er zentrale Partien wie die des Papageno (Die Zauberflöte), Zaren (Zar und Zimmermann), Posa (Don Carlos), Marcello (La Bohème), Silvio (Pagliacci), Lescaut (Manon Lescaut), Don Pasquale (Don Pasquale), Onegin (Eugen Onegin), Dandini (La Cenerentola) und Heerrufer (Lohengrin). Zudem übernahm er Hauptrollen in Operetten und diversen zeitgenössischen Opern. Als Solist im Konzert- und Oratorienfach trat Yoo-Chang Nah unter anderem mit dem WDR Rundfunkorchester, der NDR Radiophilharmonie Hannover, der Radiophilharmonie Niederlande, dem Gürzenich-Orchester Köln, der Norddeutschen Philharmonie der Nordwestdeutschen Philharmonie und der Philharmonie Südwestfalen auf. Er sang unter Dirigenten wie R. Goebel, V. Veldhoven, M. Creed, P. Neumann, H. Froschauer, C. Spering, R. Gritton, R. Otto, P. Kuentz sowie P. Ahmann und konzertierte unter anderem in der Kölner Philharmonie, im Concertgebouw Amsterdam und im Teatro Olimpico in Rom. Konzertreisen führten ihn in weitere europäische und außereuropäische Staaten.

## Aufnahmen
Yoo-Chang Nah wirkte bei zahlreichen Rundfunkaufnahmen und CD-Produktionen des WDR-Rundfunkorchesters mit, unter anderem in Werken von Marschner, Lortzing, Weber und Wolf. Die Einspielung der Operette Coscoletto von Jacques Offenbach gewann 2006 den Preis der deutschen Schallplattenkritik.

## Gewonnene Preise
- Schubert-Wettbewerb (Seoul)
- 1996 und 1998: Bergheim-Gesangswettbewerb (NRW)
- Internationaler Gesangswettbewerb Alexander Girardi (Coburg)
- International Vocal-Competition s’Hertogenbosch (Niederlande)
- 1998: Internationaler Gesangswettbewerb Köln der Stiftung Helga und Paul Hohnen (2. Platz, da es keinen 1. Platz gab)